# Булів
Бу́лів (Булев, Рудня-Булев) — село в Україні, у Народицькій селищній територіальній громаді Коростенського району Житомирської області. Населення відсутнє (2001).

## Населення
Наприкінці 19 століття в селі проживало 75 мешканців, дворів — 14, у 1906 році — 76 осіб, дворів — 14, у 1923 році — 105 осіб, дворів — 17.
Відповідно до результатів перепису населення СРСР, кількість населення, станом на 12 січня 1989 року, становила 46 осіб. Станом на 5 грудня 2001 року, відповідно до перепису населення України, кількість мешканців села становила 0 осіб.

## Історія
Наприкінці 19 століття — село Народицької волості Овруцького повіту Волинської губернії, за 25 верст від Овруча, належало до православної парафії в Народичах, за 3 версти.
У 1906 році — Рудня-Булев, сільце Народицької волості (1-го стану) Овруцького повіту Волинської губернії. Відстань до повітового центру, м. Овруч, становила 25 верст, до центру волості, містечка Народичі — 4 версти. Найближче поштово-телеграфне відділення розташовувалося в Овручі.
У 1923 році — сільце Булев, увійшло до складу новоствореної Селецької сільської ради, яка, 7 березня 1923 року, включена до складу новоутвореного Народицького району Коростенської округи. Відстань до районного центру, міст. Народичі, становила 3 версти, до центру сільської ради, с. Селець — 1,5 версти.
30 грудня 1962 року, в складі сільської ради, передане до Овруцького району, 8 грудня 1966 року повернуте до складу відновленого Народицького району Житомирської області.
23 липня 1991 року, відповідно до постанови Кабінету Міністрів Української РСР № 106 «Про організацію виконання постанов Верховної Ради Української РСР…», село віднесене до зони безумовного (обов'язкового) відселення (друга зона) внаслідок аварії на Чорнобильській АЕС.
6 серпня 2015 року увійшло до складу новоствореної Народицької селищної територіальної громади Народицького району Житомирської області. Від 19 липня 2020 року, разом з громадою, в складі новоутвореного Коростенського району Житомирської області.